# Aedes mercurator
Aedes mercurator é um espécie de mosquito do Género Aedes, pertencente à família Culicidae.